# Caroline Spector
Œuvres principales
- Série Wild Cards

Caroline Spector, née Caroline Skelley le 27 avril 1958 à Lockbourne en Ohio, est une écrivaine américaine de science-fiction et de fantasy qui a également écrit des modules de jeux de rôle et des livres d'astuces pour jeux vidéo. Elle a également été rédactrice en chef adjointe du magazine Amazing Stories pendant deux ans. Elle est membre du groupe d'écrivain intervenant dans la série littéraire Wild Cards créé et gérée par George R. R. Martin.

## Œuvres

### SérieWild Cards
1. (en) Inside Straight, 2008Anthologie de nouvelles écrites par Daniel Abraham, Michael Cassutt, Stephen Leigh, George R. R. Martin, John J. Miller, Melinda Snodgrass, Ian Tregillis et Carrie Vaughn
2. (en) Busted Flush, 2008Anthologie de nouvelles écrites par Stephen Leigh, Victor Milán, John J. Miller, Kevin Andrew Murphy (en), Walton Simons, Melinda Snodgrass, Ian Tregillis et Carrie Vaughn
3. (en) Suicide Kings, 2009Roman coécrit par Daniel Abraham, Stephen Leigh, Victor Milán, Melinda Snodgrass et Ian Tregillis
4. (en) High Stakes, 2016Anthologie de nouvelles écrites par David Anthony Durham, Stephen Leigh, John J. Miller, Melinda Snodgrass et Ian Tregillis
5. (en) Texas Hold'em, 2018Anthologie de nouvelles écrites par David Anthony Durham, Max Gladstone, Victor Milán, Diana Rowland, Walton Simons et William F. Wu
6. (en) Knaves Over Queens, 2018Anthologie de nouvelles écrites par Paul Cornell, Peadar Ó Guilín (en), Marko Kloos (en), Mark Lawrence, Kevin Andrew Murphy (en), Emma Newman, Peter Newman (en), Melinda Snodgrass et Charles Stross
7. (en) Three Kings, 2020Roman coécrit par Mary Anne Mohanraj, Peter Newman (en), Peadar Ó Guilín (en), Melinda Snodgrass
8. (en) Joker Moon, 2021Anthologie de nouvelles écrites par Michael Cassutt, Leo Kenden, David D. Levine, Victor Milán, John J. Miller, Mary Anne Mohanraj, Steve Perrin, Christopher Rowe, Walton Simons, Melinda Snodgrass
9. (en) Full House, 2022Anthologie de nouvelles écrites avec Daniel Abraham, Paul Cornell, Marko Kloos (en), Stephen Leigh, David D. Levine, Victor Milán, Melinda Snodgrass, Carrie Vaughn et Walter Jon Williams

### SérieShadowrun
1. Temps sans fin, Fleuve noir, 1998 ((en) Worlds Without End, 1995)

### UniversEarthdawn

#### SérieLa Trilogie des Immortels
1. Cicatrices, Fleuve noir, 1998 ((en) Scars, 1995)
2. Petits Trésors, Fleuve noir, 1998 ((en) Little Treasures, 1995)